# Elysian
Elysian è un comune degli Stati Uniti d'America, situato nello Stato del Minnesota, nella contea di Le Sueur e in parte nella contea di Waseca.